# Асука
А́сука (яп. 明日香村, あすかむら, асука мура ) — село в Японії, у центрально-західній частині префектури Нара.

## Цікаво
У 1983 році поблизу поселення Асука археологам вдалося знайти стародавню гробницю, поховання  датується 7 століттям н.е. Усередині гробниці була виявлена точна карта зоряного неба, яку створили в 1 століття до н.е.